# Антипенко, Наталья Сергеевна
Наталья Сергеевна Антипенко (9 июня 1998) — российская тхэквондистка. Призёр чемпионата Европы, чемпионка России.

## Спортивная карьера
В ноябре 2015 года в Сочи стала обладателем бронзовой медали чемпионата России. 6 апреля 2016 года ей было присвоено звание мастер спорта России. В середине ноября 2017 года в Ростове-на-Дону, одержав победу в финале над Алёной Миронюк из Тюменской области, выиграла чемпионат России. 10 мая 2018 года в Казани в финале чемпионата Европы, проиграла хорватке Кристине Томич, став серебряным призёром. 27 августа 2018 года ей было присвоено звание мастер спорта России международного класса. В декабре 2018 года стала бронзовым медалистом чемпионата России в Рязани. В ноябре 2020 года в Москве, уступив в финале местной спортсменке Елизавете Ряднинской, стала серебряным призёром чемпионата России.

## Достижения
- Чемпионат России по тхэквондо 2015 — ;
- Чемпионат России по тхэквондо 2017 — ;
- Чемпионат Европы по тхэквондо 2018 — ;
- Чемпионат России по тхэквондо 2018 — ;
- Чемпионат России по тхэквондо 2020 — ;

## Личная жизнь
Окончила Санкт-Петербургский государственный университет, училась на специальности: физическая культура.